# Rafael Heredia
Pour les articles homonymes, voir Heredia.
Rafael Heredia, né le 19 février 1937, à Mexico, au Mexique et mort le 28 janvier 2021 , est un ancien joueur mexicain de basket-ball.

## Palmarès
- Finaliste des Jeux panaméricains de 1967